# Успеноюрьевский сельский округ
Успеною́рьевский се́льский окру́г (каз. Успеноюрьев ауылдық округі) — административная единица в составе Бурабайского района Акмолинской области Казахстана.
Административный центр — село Успеноюрьевка.

## География
Административно–территориальное образование расположено в южной части Бурабайского района. В состав сельского округа входят 6 населённых пунктов.
Граничит с землями административно-территориальных образований: Веденовский сельский округ — на западе, Златопольский сельский округ — на севере, Урумкайский сельский округ — на востоке; Ергольский, Карамышевский сельские округа Буландынского района — на юге.
Территория сельского округа охватывает юго-восточную часть Кокшетауской возвышенности, располагаясь непосредственно на Казахском мелкосопочнике. Рельеф — мелкосопочный, покрытий малыми не связанными между собой лесными массивами. Общий уклон — с севера на юг. Средняя высота — 400–410 метров над уровнем моря.
Гидрографические компоненты: озёра Кояндыколь, Моховое, Мысомка, Стаганколь, Шыбындыколь.
Климат холодно-умеренный, с хорошей влажностью. Среднегодовая температура воздуха положительная и составляет около +3,0°С. Среднемесячная температура воздуха в июле достигает +19,0°С. Среднемесячная температура января составляет около -15,0°С. Среднегодовое количество осадков составляет около 450 мм. Основная часть осадков выпадает в период с мая по август.

## История
В 1989 году существовал как — «Успеноюрьевский сельсовет», в составе Щучинского района Кокчетавской области.
В составе сельсовета находилось 4 населённых пункта — сёла Успеноюрьевка (административный центр), Карагай, Клинцы, Ульгиалган.
В периоде 1991—1999 годов:
- в состав Успеноюрьевского сельсовета была включена часть Николаевского сельсовета (сёла Николаевка, Райгородок);
- Успеноюрьевский сельсовет был преобразован в сельский округ в соответствии с реформами административно-территориального устройства;
- село Ковалёвка было передано в состав сельского округа из Урумкайского сельского округа;
- после упразднения Кокшетауской области в 1997 году, территория упразднённой области вошла в состав Северо-Казахстанской области;
- с 1999 года вместе с районом — в составе Акмолинской области.

Постановлением акимата Акмолинской области от 11 июня 2007 года № А-6/203 и решением Акмолинского областного маслихата от 11 июня 2007 года № ЗС-27-14 «О внесении изменений в административно-территориальное устройство Акмолинской области по Щучинскому району» (зарегистрированное Департаментом юстиции Акмолинской области 11 июля 2007 года № 3228):
- село Ковалёвка было переведено в категорию иных поселений, и исключено из учётных данных;
- поселение упразднённого населённого пункта — вошло в состав села Успеноюрьевка.

## Население
| Численность населения | Численность населения | Численность населения |
| 1989                  | 1999                  | 2009                  |
| --------------------- | --------------------- | --------------------- |
| 1910                  | ↗2515                 | ↘1854                 |

## Состав
| № | Населённый пункт | Тип населённого пункта       | Население, 1989 | Население, 1999 | Население, 2009 |
| - | ---------------- | ---------------------------- | --------------- | --------------- | --------------- |
| 1 | Карагай          | село                         | 166             | 152             | 25              |
| 2 | Клинцы           | село                         | 151             | 91              | 56              |
| 3 | Ковалёвка        | село, упразднено             | 126             | -               | -               |
| 4 | Николаевка       | село                         | 1 156           | 840             | 673             |
| 5 | Райгородок       | село                         | 218             | 168             | 144             |
| 6 | Ульгиалган       | село                         | 133             | 102             | 44              |
| 7 | Успеноюрьевка    | село, административный центр | 1 460           | 1 162           | 912             |

## Местное самоуправление
Аппарат акима Успеноюрьевского сельского округа — село Успеноюрьевка, улица Мира, 9.
- Аким сельского округа — Оспанов Талгат Калимжанович[1].